# Marco Ortíz
Marco Antonio Ortíz Nava (Tepito, México, 14 de marzo de 1988) Es un árbitro mexicano. Su categoría es árbitro FIFA.

## Biografía
Marco Antonio se desempeña como árbitro desde hace 16 años. Debutó como profesional en el 2004 y en la LIGA MX lo hizo en el 2015.
Dirigió la final de los Juegos Centroamericanos y del Caribe de 2018 y de la Liga Concacaf 2018.
En 2023 fue designado para asistir a la Copa Mundial de Fútbol Sub-20 de 2023.

## Participaciones
Ha participado en los siguientes torneos:
- Leagues Cup
- Liga de Campeones de la Concacaf
- Liga Concacaf
- Juegos Centroamericanos y del Caribe de 2018
- Copa de Oro de la Concacaf 2019
- Liga de Naciones de la Concacaf 2019-20
- Clasificación de Concacaf para la Copa Mundial de 2022
- Liga de Naciones de la Concacaf 2022-23
- Copa Mundial de Fútbol Sub-20 de 2023
- Copa de Oro de la Concacaf 2023